# Richard Grosvenor, I conte Grosvenor
Richard Grosvenor, I conte Grosvernor (Cheshire, 18 giugno 1731 – Cheshire, 5 agosto 1802), è stato un nobile e politico inglese conosciuto come Sir Richard Grosvenor, Bt tra il 1755 e il 1761 e come Lord Grosvenor dal 1761 al 1784. Fu creato Barone Grosvernor nel 1761 e nel 1784 divenne sia Visconte Belgrave che Conte Grosvernor.

## Gioventù
Richard Grosvenor nacque a Eaton Hall, nel Cheshire, ed era il primo figlio di Sir Robert Grosvenor, VI baronetto. Studiò all'Oriel College, presso l'Università di Oxford, laureandosi in Master of Arts nel 1751 e in giurisprudenza nel 1754.

## Vita politica
Divenne membro del Parlamento per il collegio di City of Chester nel 1754, e continuò a rappresentare la città fino al 1761, quando divenne Barone Grosvernor e fu elevato alla Camera dei lord. Fu sindaco di Chester nel 1759 e nel 1769 contribuì alla costruzione dell'Eastgate della città. Grosvernor estese i propri possedimenti con l'acquisto del villaggio di Belgrave e della tenuta di Eccleston nel 1769. Alla morte del padre, gli successe come VII baronetto nel 1755.
Inizialmente Grosvernor fu, come il padre, un Tory, ma in seguito sostenne le idee di William Pitt il Vecchio. Nel 1759 si dichiarò in favore del governo Pitt-Newcastle e a seguito di questo fu creato Barone Grosvernor nel 1761. Quando tuttavia John Stuart, III conte di Bute divenne Primo Ministro l'anno seguente, Grosvernor cambiò alleanze politiche. In seguito, quando Pitt tornò al potere nel governo Chatham nel 1766-68, Grosvernor tornò a sostenerlo. Intorno al 1770, sostenne Frederick North nella guerra d'indipendenza americana. Votò contro l'India Bill di Charles James Fox nel 1783 e fu ricompensato da William Pitt il Giovane con il titolo di conte Grosvernor l'anno seguente.